# Flors de cova

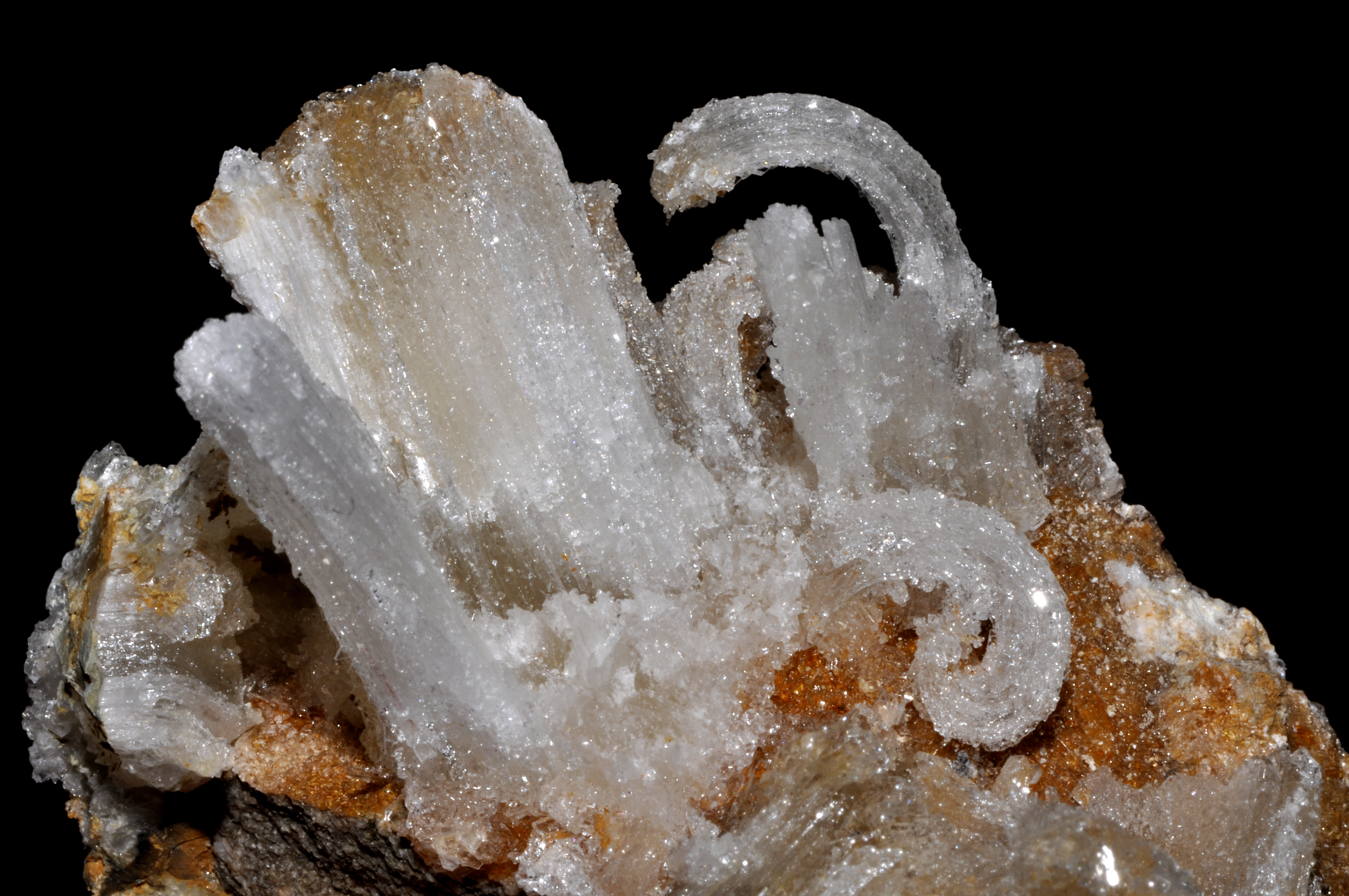
Flor de guix de Tunísia

Les flors de cova són un tipus d'espeleotema que recorda les flors, amb cristalls que adopten formes semblants a pètals que irradien des d'un punt central. Els pètals són dipòsits de cristalls fibrosos o prismàtics que creixen en una orientació paral·lela. En general, són de minerals dels sulfats, com el guix (sulfat de calci) o l'epsomita (sulfat de magnesi), però també se'n poden formar a partir d'halita (clorur de sodi), o d'altres menys freqüents a les coves. Les flors creixen des de la base, i no de la punta com ho fan les estalactites. Sovint, desplacen una porció de la paret a mesura que creixen, formant una crosta a l'extrem de la flor. Les flors es formen en llocs relativament secs, sense que hi hagi degoteig d'aigua. Són el resultat de l'alimentació local de les dissolucions a través de porus de la roca, sota la pressió capil·lar. A causa dels canvis en la velocitat de flux, els pètals de la flor tendeixen a corbar-se, igual que les helictites.